# Sikosaari (ö i Södra Savolax, S:t Michel, lat 61,41, long 27,76)
Sikosaari är en ö i Finland. Den ligger i sjön Saimen och i kommunen Puumala i den ekonomiska regionen  S:t Michel och landskapet Södra Savolax, i den södra delen av landet, 200 km nordost om huvudstaden Helsingfors. Öns area är 1,8 hektar och dess största längd är 170 meter i öst-västlig riktning.